# Croatia Open Umag 2024
Croatia Open Umag 2024, oficiálně Plava Laguna Croatia Open Umag 2024, byl tenisový turnaj na mužském profesionálním okruhu ATP Tour hraný v Mezinárodním tenisovém centru Stella Maris. Třicátý čtvrtý ročník Croatia Open Umag  probíhal mezi 21. a 27. červencem 2024 v chorvatském Umagu na antukových dvorcích. Jednalo se o poslední přípravu na pařížské olympijské hry. 
Turnaj dotovaný 651 865 eury patřil do kategorie ATP Tour 250. Nejvýše nasazeným hráčem ve dvouhře se stal osmý tenista světa Andrej Rubljov, kterého v semifinále vyřadil Francisco Cerúndolo. Jako poslední přímý účastník do dvouhry nastoupil francouzský 102. hráč žebříčku Alexandre Müller. V důsledku invaze Ruska na Ukrajinu na konci února 2022 řídící organizace tenisu ATP, WTA a ITF s grandslamy rozhodly, že ruští a běloruští tenisté mohli dále na okruzích startovat, ale do odvolání nikoli pod vlajkami Ruska a Běloruska.
Třetí singlový titul na okruhu ATP Tour vybojoval Argentinec Francisco Cerúndolo. Čtyřhru ovládli Argentinec Guido Andreozzi s Mexičanem Miguelem Ángelem Reyesem-Varelou, kteří na túře ATP získali první společnou trofej.

## Rozdělení bodů a finančních odměn

### Rozdělení bodů
| Soutěž       | Soutěž | vítězové | finalisté | semifinalisté | čtvrtfinalisté | 16 v kole | 32 v kole | Q  | Q2 | Q1 |
| ------------ | ------ | -------- | --------- | ------------- | -------------- | --------- | --------- | -- | -- | -- |
| dvouhra mužů | [ 1 ]  | 250      | 165       | 100           | 50             | 25        | 0         | 13 | 7  | 0  |
| čtyřhra mužů | [ 5 ]  | 250      | 150       | 90            | 45             | 0         | —         | —  | —  | —  |

Vysvětlivky
1. ↑  Nasazení s volným losem do druhého kola v případě prohry neobdrželi žádné body.'"`UNIQ--ref-00000011-QINU`"'

### Finanční odměny
| Soutěž                                  | Soutěž      | vítězové | finalisté | semifinalisté | čtvrtfinalisté | 16 v kole | 32 v kole | Q2      | Q1      |
| --------------------------------------- | ----------- | -------- | --------- | ------------- | -------------- | --------- | --------- | ------- | ------- |
| dvouhra mužů                            | [ 1 ] [ 6 ] | 88 125 € | 51 400 €  | 30 220 €      | 17 510 €       | 10 165 €  | 6 215 €   | 3 105 € | 1 695 € |
| čtyřhra mužů                            | [ 5 ]       | 30 610 € | 16 380 €  | 9 600 €       | 5 370 €        | 3 160 €   | —         | —       | —       |
| částky ve čtyřhrách jsou uvedeny na pár |             |          |           |               |                |           |           |         |         |

## Mužská dvouhra

### Nasazení
| Stát                             | Hráč                | ATP | Nasazení |
| -------------------------------- | ------------------- | --- | -------- |
|                                  | Andrej Rubljov      | 8.  | 1.       |
| Itálie                           | Lorenzo Musetti     | 16. | 2.       |
| Dánsko                           | Holger Rune         | 17. | 3.       |
| Argentina                        | Francisco Cerúndolo | 33. | 4.       |
| Itálie                           | Luciano Darderi     | 35. | 5.       |
| Argentina                        | Mariano Navone      | 36. | 6.       |
| Česko                            | Tomáš Macháč        | 38. | 7.       |
| Itálie                           | Matteo Arnaldi      | 39. | 8.       |
| Žebříček ATP k 15. červenci 2024 |                     |     |          |

### Jiné formy účasti
Následující hráči obdrželi divokou kartu do hlavní soutěže:
- Matej Dodig
- Luka Mikrut
- Mili Poljičak

Následující hráč obdržel zvláštní výjimku:
- Duje Ajduković

Následující hráč nastoupil z pozice náhradníka:
- Alexandre Müller

Následující hráči postoupili z kvalifikace:
- Guido Andreozzi
- Enzo Couacaud
- Filip Misolic
- Marco Trungelliti

Následující hráč postoupil z kvalifikace jako šťastný poražený:
- Ceng Čchun-sin

### Odhlášení
před zahájením turnaje
- Jack Draper → nahradil jej  Fabio Fognini
- Dan Evans → nahradil jej  Luca Van Assche
- Holger Rune → nahradil jej  Ceng Čchun-sin

## Mužská čtyřhra

### Nasazení
| Stát                                                                        | Hráč               | Stát        | Hráč                      | ATP  | Nasazení |
| --------------------------------------------------------------------------- | ------------------ | ----------- | ------------------------- | ---- | -------- |
| Indie                                                                       | Juki Bhambri       | Francie     | Albano Olivetti           | 100. | 1.       |
| Francie                                                                     | Théo Arribagé      | Francie     | Sadio Doumbia             | 114. | 2.       |
| Kolumbie                                                                    | Nicolás Barrientos | Portugalsko | Francisco Cabral          | 121. | 3.       |
| Argentina                                                                   | Guido Andreozzi    | Mexiko      | Miguel Ángel Reyes-Varela | 140. | 4.       |
| Žebříček ATP k 15. červenci 2024; číslo je součtem umístění obou členů páru |                    |             |                           |      |          |

### Jiné formy účasti
Následující páry obdržely divokou kartu do hlavní soutěže:
- Karlo Kajin /  Deni Žmak
- Blaž Rola /  Nino Serdarušić

### Odhlášení
před zahájením turnaje
- Sriram Baladži /  Rohan Bopanna → nahradili je  Anirudh Čandrasekar /  Ardžun Kadhe

## Přehled finále

### Mužská dvouhra
- Francisco Cerúndolo vs.  Lorenzo Musetti, 2–6, 6–4, 7–6(7–5)

### Mužská čtyřhra
- Guido Andreozzi /  Miguel Ángel Reyes-Varela vs.  Manuel Guinard /  Grégoire Jacq, 6–4, 6–2